# Plantagenet
Plantagenet fou una dinastia d'origen francès que governà a Anglaterra des de l'extinció de la dinastia normanda el 1154 fins al 1485. Fundada pel comte d'Anjou Jofré V, la dinastia va acumular els ducats de Normandia, Bretanya, Aquitània i Gascunya.
La línia inicial va anar des d'Enric II fins a Ricard II el 1399, en què entrarien les branques cadets de la línia principal anomenades Casa de Lancaster i Casa de York.
En total quinze monarques Plantagenet van regnar a Anglaterra, incloent-hi els de les branques cadets, la Casa de Lancaster i la Casa de York i s'extingiria amb la mort en batalla de Ricard III el 1485, donant pas a la dinastia Tudor.
Membres de la dinastia van integrar-se a les cases reials d'Anglaterra, Irlanda, Hongria, Polònia, Nàpols, Sicília i del Regne de Jerusalem.

## Origen
La Casa Plantagenet té el seu origen en una nissaga francesa, no per conquesta sinó per casament, concretament quan, Jofré V d'Anjou es va casar amb Matilde (ex-emperadriu), filla única del rei Enric I d'Anglaterra el 1127.
Així, a Anglaterra, la dinastia Anjou es va batejar, encobrint el nom Anjou, com dinastia Plantagenet, ja que era el sobrenom del noble francès (Jofré) que es va casar amb la filla del rei (Matilde). El nom venia d'una peça de la vestimenta de Jofré V d'Anjou, ja que portava com a cimera una branca de ginesta (genest en anglès), i en la llengua que es parlava llavors a Anglaterra, "ginesta" es deia "Genest" (abreviada: genêt). Això li va valer en la seva època el sobrenom de «Jofré Plantagenest», després «Plantagenet». Des de llavors, la seva nissaga va passar a ser coneguda com Plantagenet en comptes d'Anjou.
El 1135, després de la mort d'Enric I, el nebot del rei, Esteve de Blois, es va fer coronar rei d'Anglaterra com Esteve I. No obstant això, les lluites entre els partidaris d'Esteve i els de Matilde van portar a una guerra civil, coneguda com a anarquia anglesa.
El 1151 després de la mort del seu pare, Enric, fill de Jofré V d'Anjou i de Matilde, va heretar el comtat d'Anjou a França, com Enric I d'Anjou.

## Els Plantagenet a Anglaterra
El 1153 Esteve I va signar el Tractat de Wallingford, pel qual es posava fi a l'Anarquia Anglesa acceptant com a successor el fill de Matilde, el duc Enric I d'Anjou, que seria coronat com Enric II d'Anglaterra. Aquest, tindria entre els seus fills, a Ricard Cor de Lleó i a Joan Sense Terra, fruit del seu casament amb Elionor d'Aquitània divorciada del rei de França.
El 1399, després de 7 reis de la branca principal Plantagenet, Enric de Lancaster va obligar al seu cosí el rei Ricard II a cedir-li la Corona, començant aleshores la Casa de Lancaster, com una nova branca de la dinastia Plantagenet.
El 1455 va esclatar la Guerra de les Dues Roses que va enfrontar les dues branques de la Casa Plantagenet, la Casa de Lancaster (regnant) i la Casa de York, que van disputar-se el tron en una sèrie de guerres civils conegudes com la Guerra de les Dues Roses.
Finalment, Eduard de York es va convertir en rei, i així la Casa de York va ostentar la Corona fins a la batalla de Bosworth (1485), en la qual el rei Ricard III va ser derrotat i mort per l'exèrcit d'Enric Tudor. Després de la batalla, Enric és coronat rei, passant llavors la corona a la dinastia Tudor, extingint-se la Casa de Plantagenet.

## Llista dels reis Plantagenet a Anglaterra
| Retrat            | Rei                    | Des de                 | Fins a                 | Relació amb el predecessor                                                                                               |
| ----------------- | ---------------------- | ---------------------- | ---------------------- | --- |
| Enric II          | Enric II (Curtmantle)  | 19 de desembre de 1154 | 6 de juliol de 1189    | Fill de Matilde d'Anglaterra, hereva al tron anglès l'herència de la qual fou usurpada pel seu cosí Esteve d'Anglaterra. |
| Ricard I          | Ricard I (Cor de Lleó) | 3 de setembre de 1189  | 6 d'abril de 1199      | Fill de l'anterior. |
| Joan              | Joan (sense Terra)     | 27 de maig de 1199     | 19 d'octubre de 1216   | Fill d'Enric II, germà de Ricard I (que no tigué descendència).                                                          |
| Enric III         | Enric III              | 28 d'octubre de 1216   | 16 de novembre de 1272 | Fill de l'anterior. |
| Eduard I          | Eduard I               | 20 de novembre de 1272 | 7 de juliol de 1307    | Fill de l'anterior. |
| Eduard II         | Eduard II              | 7 de juliol de 1307    | 25 de gener de 1327    | Fill de l'anterior. |
| Eduard III        | Eduard III             | 25 de gener de 1327    | 21 de juny de 1377     | Fill de l'anterior. |
| Ricard II         | Ricard II              | 21 de juny de 1377     | 29 de setembre de 1399 | Fill d'Eduard de Woodstock. Net i hereu de l'anterior.                                                                   |
| Casa de Lancaster |                        |                        |                        | |
| Enric IV          | Enric IV (Bolingbroke) | 30 de setembre de 1399 | 20 de març de 1413     | Fill de Joan de Gant. Net d'Eduard III. Cosí de l'anterior, a qui feu assassinar.                                        |
| Enric V           | Enric V                | 20 de març de 1413     | 31 d'agost de 1422     | Fill de l'anterior. |
| Enric VI          | Enric VI               | 31 d'agost de 1422     | 11 d'abril de 1471     | Fill de l'anterior. |
| Casa de York      |                        |                        |                        | |
| Eduard IV         | Eduard IV              | 4 de març de 1461      | 9 d'abril de 1483      | Cosí de l'anterior. Fill de Ricard Plantagenet. Rebesnet d'Eduard III.                                                   |
| Eduard V          | Eduard V               | 9 d'abril de 1483      | 25 de juny de 1483     | Fill de l'anterior. |
| Ricard III        | Ricard III             | 26 de juny de 1483     | 22 d'agost de 1485     | Oncle de l'anterior. Fill de Ricard Plantagenet. Rebesnet d'Eduard III.                                                  |

### Cronologia dels regnats de la dinastia
- Branca principal (angevina)

- Branques cadets (lancasters i yorks)

## Armorial dels Plantagenet

Azur, sis lleons rampants d'or 3-2-1 Armes de Jofré V d'Anjou.
Gules, dos llepards passant d'or 1154-1189 Armes del Ducat de Normandia, usades per Enric II
Gules, dos lleons combatent d'or 1189-1198 Quan Ricard Cor de Lleó arribà al tron combinà en un sol escut els dels ducats de Normandia i Aquitània (per sa mare).
Gules, tres llepards passant d'or 1198-1340 Al final del seu regnat Ricard va adoptar un nou blasó afegint un tercer lleó (per Aquitània) als dos lleons de Normandia.
Quarterat, França i Anglaterra 1340-1400 L'any 1340 Eduard III va modificar el seu escut incorporant les armes de França per reflectir la seva reivindicació al tron francès.
Quarterat, França i Anglaterra 1400-1485 D'acord amb els usos heràldics del moment, Enric IV va substituir el semé-de-lis per tres fleurs-de-lis a l'escut de França.